# Lux æterna (Metallica)
Lux æterna è un singolo del gruppo musicale statunitense Metallica, pubblicato il 28 novembre 2022 come primo estratto dall'undicesimo album in studio 72 Seasons.

## Descrizione
Il singolo, pubblicato senza alcun preavviso da parte del gruppo, rappresenta il primo inedito a distanza di sei anni dall'album Hardwired... to Self-Destruct e si caratterizza per un ritorno alle sonorità tipiche degli esordi, rifacendosi in particolar modo al primo disco Kill 'Em All.

## Video musicale
Il video, reso disponibile in concomitanza con il lancio del singolo, è stato diretto da Tim Saccenti e filmato a Los Angeles il 3 novembre e mostra semplicemente il gruppo eseguire il brano circondato da due maxi-schermi e laser vari.
Ha ricevuto una candidatura agli MTV Video Music Awards 2023 come miglior video rock.

## Tracce
Testi e musiche di James Hetfield e Lars Ulrich.
1. Lux æterna – 3:25

## Formazione
Hanno partecipato alle registrazioni, secondo le note di copertina di 72 Seasons:
Gruppo
- James Hetfield – chitarra, voce
- Lars Ulrich – batteria
- Kirk Hammett – chitarra
- Robert Trujillo – basso

Produzione
- Greg Fidelman – produzione, missaggio
- James Hetfield – produzione
- Lars Ulrich – produzione
- Jim Monti – ingegneria del suono
- Sara Lyn Killion – ingegneria del suono
- Jason Gossman – ingegneria del suono aggiuntiva, montaggio
- Dan Monti – montaggio
- Kent Matcke – assistenza all'ingegneria
- Bob Ludwig – mastering

## Classifiche
| Classifica (2022-23)             | Posizione massima |
| -------------------------------- | ----------------- |
| Canada                           | 76                |
| Regno Unito (rock & metal)       | 10                |
| Stati Uniti                      | 113               |
| Stati Uniti (alternative)        | 25                |
| Stati Uniti (hard rock)          | 1                 |
| Stati Uniti (mainstream rock)    | 1                 |
| Stati Uniti (rock & alternative) | 15                |